# Acefalia
Acefalia significa literalmente ausência da cabeça. É uma malformação muito menos comum que a anencefalia. O feto acéfalo (sem cabeça) é um gêmeo parasita unido a outro feto completamente intacto. O feto acéfalo tem corpo, mas carece de cabeça e de coração. A circulação do sangue do feto acéfalo é proporcionada pelo coração do irmão. 
Um feto acéfalo não pode existir independente do feto ao qual está unido.